# Antsirabe
Antsirabe (malgaška izgovorjava [anˌtsiraˈbe]) je tretje največje mesto na Madagaskarju in glavno mesto regije Vakinankaratra z 265.018 prebivalci leta 2018. Na Madagaskarju je Antsirabe znan po razmeroma hladnem podnebju (tako kot ostala osrednja regija), svojo industrijo in visoko koncentracijo vlečnih rikš. Letno privabi okoli 30.000 turistov.
Večina prebivalstva pripada etnični skupini Merina, ki govori visokogorski dialekt malgaščine. Kot v drugih mestnih območjih Madagaskarja francoščino dobro razumejo.

## Etimologija in imena
Malgaško ime Antsirabe dobesedno pomeni 'kraj, kjer je veliko soli'.
Mesto ima vzdevka ville d'eau ('mesto vode' v francoščini) in visi gasy ali le Vichy malgache ('malgaški Vichy' v malgaščini oziroma francoščini), kar se nanaša na prisotnost številnih termalnih vrelcev na tem območju.

## Zgodovina
Območje, kjer danes najdemo Antsirabe, je bilo del kraljestva Andrantsay, ki je obstajalo od začetka 16. stoletja, dokler ni bilo vključeno v kraljestvo Merina v začetku 18. stoletja. Območje je bilo kmetijsko območje s pridelavo riža, zelenjave in sadja.
Prvi norveški (luteranski) misijonarji so prispeli leta 1868. Takrat so na tem območju izkoriščali apnenec in žveplo.
Mesto je ustanovil norveški misijonar T. G. Rosaas leta 1872 kot hribovsko postajo, ki je služila kot središče za umik zaradi veliko hladnejšega podnebja. Terme so bile odprte leta 1917.
Leta 1886 je norveška misija ustanovila bolnišnico za gobavce Ambohipiantrana in ta se je hitro razvila v vas za gobavce. Kolonialna vlada se je odločila, da bo to bolnišnica za gobavce Vakinankaratra in leta 1904 je tam živelo približno 950 ljudi s to boleznijo.
Med francosko kolonialno vladavino se je središče regije Vakinankaratra preselilo iz prestolnice Andrantsay Fivavahana v Antsirabe.
Leta 1921 je nasledil Betafó kot sedež katoliškega (predškofijskega) apostolskega vikariata in bil leta 1955 povišan v škofa.

### Kraji bogoslužja
Kraji čaščenja so pretežno krščanske cerkve in templji:
- Cerkev Jezusa Kristusa na Madagaskarju (malgaško Fiangonan'i Jesoa Kristy eto Madagasikara; FJKM) je druga največja krščanska veroizpoved na Madagaskarju
- Madagaskarska luteranska cerkev (malgaško Fiangonana Loterana Malagasy, FLM; francosko Église luthérienne malgache) je ena najpomembnejših krščanskih cerkva na Madagaskarju, ustanovljena leta 1950 z združitvijo 1800 luteranskih kongregacij v osrednjem in južnem Madagaskarju. Najstarejša od teh kongregacij je bila ustanovljena v začetku 19. stoletja s prihodom misijonarjev iz Norveške misijonarske družbe.
- Božje skupščine uradno World Assemblies of God Fellowship je mednarodna binkoštna denominacija.
- Združenje biblijskih baptističnih cerkva na Madagaskarju (francosko Association des églises bibliques baptistes de Madagascar, malgaško Fivondronan’ny Fiangonana Batista Biblika eto Madagasikara) je baptistična krščanska denominacija, povezana z Baptističnim svetovnim združenjem na Madagaskarju.
- Rimskokatoliška škofija Antsirabe (latinsko Antsiraben(sis)) je latinska sufraganska škofija v cerkveni provinci Antananarivo (ena od petih na Madagaskarju), vendar je odvisna od misijonske rimske kongregacije za evangelizacijo narodov.

Obstajajo tudi muslimanske mošeje.

## Geografija in podnebje
Antsirabe je na nadmorski višini približno 1500 m, zato ima subtropsko visokogorsko podnebje (Köppen: Cwb) podobno brazilskim visokim mestom na jugovzhodu. Pozimi lahko temperatura ponoči pade pod 0 °C, Antsirabe pa je zabeležil najnižjo temperaturo na Madagaskarju pri −1,0 °C.
Od maja do septembra je najhladnejši in najbolj suh del leta s povprečnimi mesečnimi temperaturami med 14 °C in 17 °C in povprečnim številom dni s padavinami na mesec 1–2. Od novembra do marca je podnebje toplejše in bolj vlažno s povprečno 12 do 17 dnevi s padavinami na mesec in povprečno temperaturo približno 20 °C. April in oktober imata povprečne temperature 19,2 °C oziroma 18,5 °C in 5–6 dni dežja.
Vulkansko polje Ankaratra pokriva približno 100 km dolgo območje od Antsirabe proti severu do Arivonimamo, kjer najvišji vrh doseže 2644 m. To vulkansko polje je »najvidnejše in najbolj vulkanološko raznoliko (sic) na Madagaskarju«. Več z vodo napolnjenih kraterjev najdemo na območju okoli Antsirabeja, vključno z jezerom Tritriva 12 km južno od mesta. V mestu so topli vrelci, ki jih uporablja termalno kopališče Ranomafana.

## Arhitektura
Antsirabe je bil načrtovan z ravnimi ulicami s konca 19. stoletja. Od zdraviliške četrti do železniške postaje, ki so jo odprli leta 1923, je bila zgrajena široka avenija z urejenim zelenim pasom in več spomeniki v sredini, današnja Avenue de l'Indépendance, za katero je bila zgrajena istoimenska avenija v središče Antananariva je morda služila kot model. Najbolj osupljive stavbe vključujejo železniško postajo na vzhodnem koncu Avenue de l'Indépendance in pošto v kolonialnem slogu. Bližnja sodobna mestna hiša tvori osupljiv kontrast. V okolici avenije, predvsem na Rue la Myre de Villers, so ohranjene številne druge stanovanjske in poslovne stavbe v francoskem arhitekturnem slogu. Evangeličanska cerkev (Église luthérienne), zgrajena v neoromanskem slogu, je tudi druga najstarejša cerkev Fiangonana Loterana Malagasy, Evangeličansko-luteranske cerkve Madagaskarja, ustanovljene leta 1869. Stolnica Notre Dame de la Salette s 45 m visokim stolpom je bila zgrajena med letoma 1925 in 1931 v neogotskem slogu.
Na zahodnem koncu avenije de l'Indépendance je zdraviliško okrožje s termalnimi kopališči, odprtimi leta 1917, umetnim jezerom Lac Ranomafana in hotelom Hôtel des Thermes, zgrajenim leta 1897, železniška postaja (1923) in rezidenca za francoske upokojence (1934).
Spomenik neodvisnosti na sredini avenije de l'Indépendance je sestavljen iz stele, ki prikazuje 18 plemen Madagaskarja. Ob njem je spomenik v čast himne Fahaleovantena. Tu sta dve javni tržnici: Antsenakely ("majhna tržnica") in večja Asabotsy.
Vojaška akademija Antsirabe gosti muzej Akamia, vojaški muzej.
Inštitut za visoko šolstvo Antsirabe Vakinankaratra je regionalna podružnica Univerze v Antananarivu.

## Gospodarstvo
Mesto Antsirabe, kjer je več tovarn za rezanje draguljev, je znano tudi po ročnih delih. V okolici mesta med drugim: izkopavajo topaz, ametist, jaspis in geode. Različna podjetja izdelujejo tudi umetniške in vsakdanje predmete iz rogov goveda zebu.
Antsirabe je drugo največje industrijsko središče na Madagaskarju. Tu je največji mlin za žito v državi, pivovarna in tekstilna tovarna.
Tekstil (COTONA, Cottonline, Aquarelle), pijače (Star Brasseries, Malto), živilska industrija (Socolait, Tsarafy), tobak (SACIMEM), mineralna voda (Sté. des Eaux Minerales, Ranovisy), proizvodnja mila (Soba).
Antsirabe ima letališče in je povezan z glavnim mestom Antananarivo preko državne ceste 7 in od leta 1923 železniške proge, ki se trenutno (2023) uporablja izključno za tovorni promet.